# Alysson Lima
Alysson Francisco de Lima (Londrina, 02 de abril de 1975) é um jornalista e político brasileiro, filiado ao PSB. Em 2018, foi eleito deputado estadual em Goiás com 30.868 votos (1,00% dos votos válidos). No ano de 2020 foi lançado com pré-candidato a prefeito de Goiânia. 
Formado em Marketing pela Universidade Norte do Paraná, no ano 1990 deu início a carreira como radialista, com passagens em diversas rádios do Brasil. Em 2004 trocou o rádio pela televisão, se consagrando em programas populares. No ano de 2009 começou a comandar o programa jornalístico Goiás no Ar na Rede Record Goiás.
Sua trajetória na política teve início quando foi eleito vereador por Goiânia no ano de 2016, com 7.257 votos. Ele foi o oitavo mais votado. Atuou como presidente da Comissão de Direitos Humanos da Câmara Municipal de Goiânia.